# Elements del bloc g
Els elements del bloc g representen un grup hipotètic, no observat, d'elements que estarien més enllà dels transurànids actualment descoberts, i on s'ocuparia un nou orbital de tipus g. Vegeu configuració electrònica.
| Blocs d'elements                           |
| bloc s - bloc p - bloc d - bloc f - bloc g |
| Blocs de la taula periòdica                |

No se sap ben on començaria aquest bloc g dins de la taula periòdica dels elements. En principi, seria a partir de l'element de nombre atòmic 121 o 122.